# 14624 Prymachenko
14624 Prymachenko (1998 UO24) là một tiểu hành tinh vành đai chính.